# Borne (Wüstung)
Borne ist eine im 15. Jahrhundert wüst gefallene ehemalige Siedlung in der Gemarkung von Frankershausen, einem Ortsteil der Gemeinde Berkatal im nordhessischen Werra-Meißner-Kreis.

## Lage
Die Siedlung befand sich etwa 1,5 km nordnordwestlich der Ortsmitte von Frankershausen und unweit nördlich der beiden Karstquellen Breitenborn und Kressenborn, auf 259 m ü. NN im Talgrund zwischen Marstein (321 m) und Ellerstein (323 m). Ihr Name bezog sich offensichtlich auf ihre unmittelbare Nähe zu den beiden Quellen. Nur etwa zweihundert Meter weiter südlich im Bachtal befand sich in unmittelbarer Nähe der heutigen Oberdorfer Mühle die kleine Siedlung Oberndorf, ebenfalls heute wüst.

## Geschichte
Der Ort wurde im Jahre 1301 erstmals erwähnt, als der letzte Graf von Bilstein, Otto II., seinen gesamten noch verbliebenen Besitz an Landgraf Heinrich I. von Hessen verkaufte, bestand aber offensichtlich schon vorher. Der Ort gehörte danach zum landgräflichen Gericht Bilstein. Im Jahre 1498 wurde er dann im Bilsteiner Salbuch als wüst bezeichnet. Ein Gut oder Vorwerk in der Wüstung zum Borne war dann bis ins 19. Jahrhundert landgräfliches Lehen der Herren von Trott und später der mit ihnen verschwägerten Familie von Verschuer. Die „Bornäcker“ wurden nach der Aufgabe der Siedlung Borne von Kammerbach, Frankenhain, Frankershausen und Orferode aus bewirtschaftet. Nur wenige hoch- und spätmittelalterliche Scherben wurden bisher auf dem Gelände der einstigen Siedlung gefunden.
Koordinaten: 51° 14′ 54″ N, 9° 54′ 58″ O